# Stefano Cerioni
Stefano Cerioni (Madrid, 24 gennaio 1964) è un maestro di scherma ed ex schermidore italiano, specialista del fioretto e campione olimpico.
È stato più volte responsabile tecnico della nazionale italiana di fioretto, l'ultima volta fino al 15 Febbraio 2025.
Ha allenato anche le squadre di fioretto maschili e le femminili della Russia.

## Biografia
Allievo di Ezio Triccoli, fondatore della sala d'armi di Jesi, da cui provengono anche Giovanna Trillini e Valentina Vezzali, Elisa Di Francisca e Claudia Pigliapoco.

### Atleta
A 16 anni entra stabilmente nella nazionale under 20 e nel 1980 giunge al 2º posto nei campionati italiani assoluti, sconfitto in finale dal livornese Angelo Scuri, già fiorettista affermato in quel periodo e componente della nazionale.
Nel 1982 arrivano i primi successi internazionali tra gli under 20: si aggiudica due prove della Coppa del Mondo di categoria, giungendo al 6º posto nei campionati mondiali "giovani" di Buenos Aires (Argentina).
L'anno successivo arriva la prima vittoria in una tappa di Coppa del Mondo assoluta, al "Challenge Martinì" di Parigi. A Budapest vince la medaglia d'argento nel campionato del mondo under 20, sconfitto in finale dal connazionale Luca Vitalesta.
Dopo un altro 2º posto ai campionati italiani assoluti, esordisce nella nazionale maggiore per i mondiali di Vienna, dove giunge al 4º posto nella gara individuale. Nello stesso anno raccoglie anche il 2º posto finale nella classifica di Coppa del Mondo.
Il 1984 è l'anno dell'esordio olimpico. La stagione inizia con la vittoria al trofeo Città di Venezia, vince il suo primo titolo mondiale aggiudicandosi la gara iridata under 20 di Leningrado.
Alle Olimpiadi di Los Angeles, nella gara individuale conquista la medaglia di bronzo, sconfiggendo il francese Pietruszka per 10-5; nella gara a squadre il primo successo olimpico con la medaglia d'oro.
Nel 1985, a Barcellona, arriva anche la conferma mondiale a squadre, presenti anche le nazionali dell'est che boicottarono le olimpiadi dell'anno precedente, tra cui la forte compagine sovietica. Nella gara individuale sfiora la medaglia, giungendo al 4º posto finale. Cerioni era un combattente di temperamento, che gli è costato caro nel 1986. Dopo aver insultato i giudici ai Mondiali, è stato sospeso dalle competizioni per un anno intero.
Torna nel 1988, alle Olimpiadi di Seoul, ottiene la medaglia d'oro individuale nel fioretto.
Cerioni è poi vincitore anche del Mondiale a squadre ad Atene nel 1994. Il suo ultimo oro è nel 1997 ai Giochi del Mediterraneo.

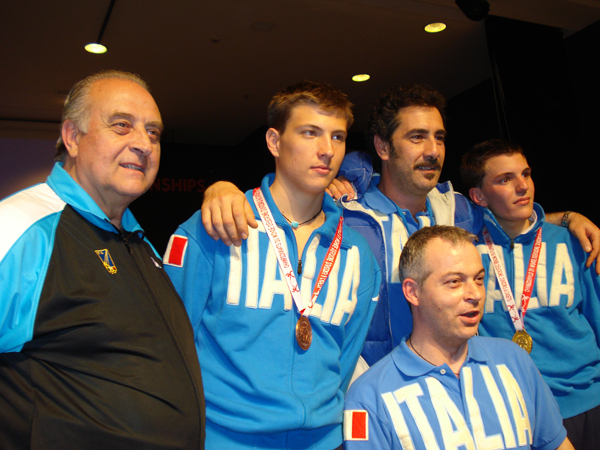
Il tecnico nel 2007 con la nazionale giovanile di fioretto: da sinistra in piedi il maestro Salvatore Di Naro, Valerio Aspromonte, Cerioni, Martino Minuto

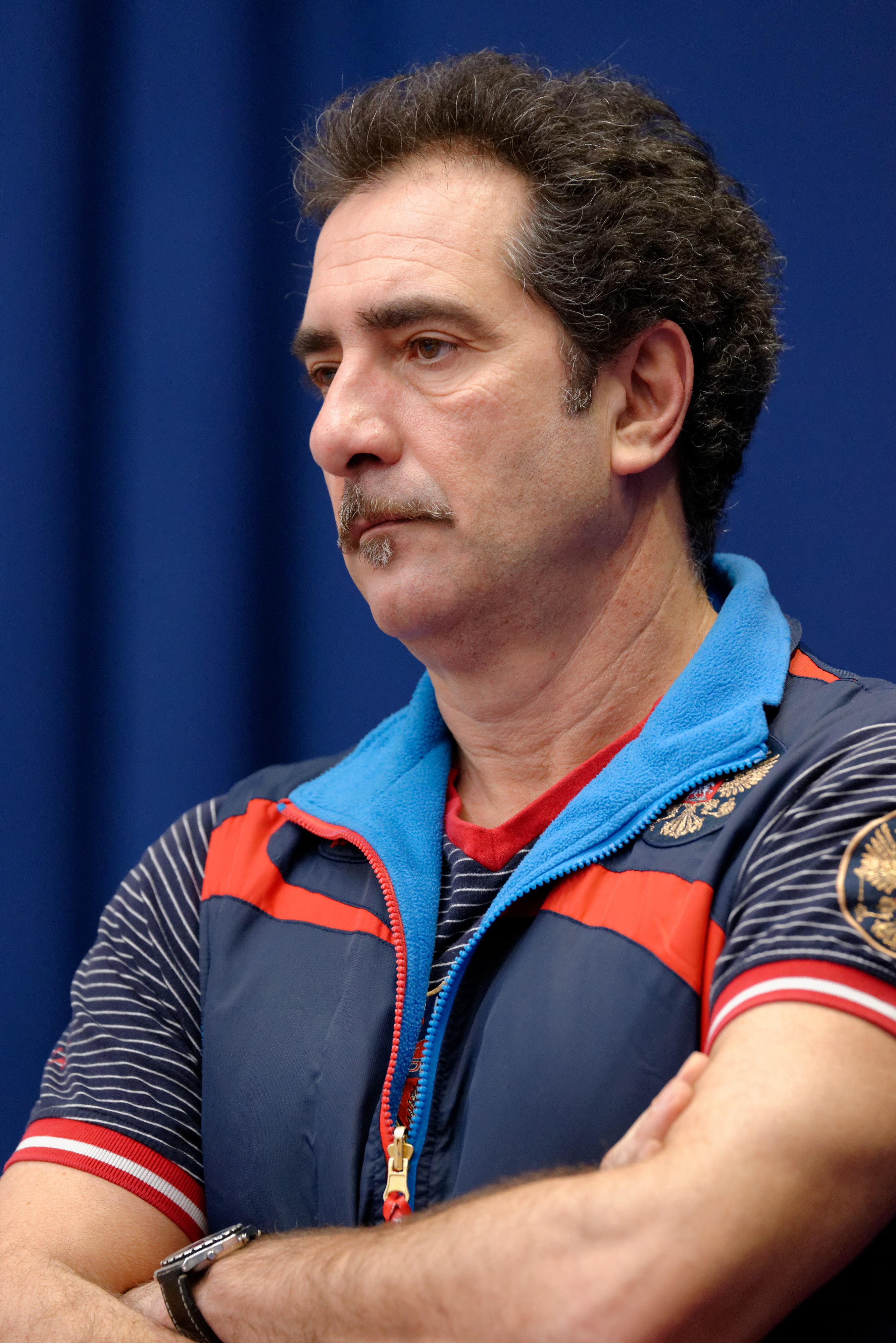
Il maestro Cerioni nel 2015

### Allenatore
Lasciata l'attività agonistica nel 1999, ha quindi iniziato ad allenare i fiorettisti a Jesi, seguendo il maestro Ezio Triccoli. Allena poi le fiorettiste Giovanna Trillini ed Elisa Di Francisca.
Nel 2004 l'allora presidente della Federazione Italiana Scherma Giorgio Scarso lo chiama come commissario tecnico del fioretto maschile italiano  e dal 2008 anche delle donne, dove resta fino alle Olimpiadi di Londra del 2012.
Da inizio 2013 al novembre 2016 allena la Nazionale russa di fioretto maschile e femminile.
È stato quindi coach di diversi atleti tra cui nel 2019 ancora Elisa Di Francisca e quindi il ceco Alexander Choupenitch.
Dal 16 settembre 2021 è tornato ad essere il responsabile tecnico della nazionale italiana di fioretto, maschile e femminile.

## Palmarès
In carriera ha conseguito i seguenti risultati:
 Giochi olimpici 
Individuale
- Oro nel fioretto a Seul 1988
- Bronzo nel fioretto a Los Angeles 1984

A squadre
- Oro nel fioretto a Los Angeles 1984

 Mondiali 
Individuale
A squadre
- Oro nel fioretto ad Atene 1994
- Argento nel fioretto a Essen 1993
- Bronzo nel fioretto a Città del Capo 1997

 Universiadi 
Individuale
- Bronzo nel fioretto ad Duisburg 1989

A squadre
- Bronzo nel fioretto a Kōbe 1985
- Bronzo nel fioretto ad Duisburg 1989

 Giochi del Mediterraneo 
Individuale
- Oro nel fioretto a Bari 1997

 Coppa del Mondo 
- nella classifica generale del fioretto 1982-83

 Campionati italiani 
Individuale
- Argento nel fioretto a Napoli 1980
- Argento nel fioretto a Torino 1983

A squadre
 Altri risultati 
Mondiali giovanili
Individuale
- Oro nel fioretto a Leningrado 1984
- Argento nel fioretto a Budapest 1983

A squadre